# Jonathan Orozco
Jonathan Emmanuel Orozco Domínguez (Monterrey, 12 maggio 1986) è un ex calciatore messicano, di ruolo portiere.

## Carriera

### Club
Ha iniziato la sua carriera nel 2005 con i Cobras Juárez, che all'epoca era la squadra affiliata al Monterrey. Dopo aver giocato nel torneo di Apertura 2005 con il Monterrey in Primera División A, fu chiamato in prima squadra. Ha fatto il suo debutto professionale il 13 agosto 2005, in una vittoria per 1-0 contro l'Atlas. Ha fatto parte anche della squadra del Monterrey che ha vinto il campionato di Apertura 2009.
Ha affermato che il suo idolo calcistico è il portiere Petr Čech, con il quale ha occasione di confrontarsi nella semifinale del Mondiale per club del 2012. Si mette in luce nella finale per il terzo posto contro l'Al-Ahly, realizzando numerosi ottimi interventi che permettono alla sua squadra di vincere la partita.

### Nazionale
È stato convocato per la nazionale messicana per la prima volta il 18 febbraio 2010; ha giocato tutta la partita contro la Bolivia.

## Statistiche

### Cronologia presenze e reti in nazionale
| Cronologia completa delle presenze e delle reti in nazionale ― Messico | Cronologia completa delle presenze e delle reti in nazionale ― Messico | Cronologia completa delle presenze e delle reti in nazionale ― Messico | Cronologia completa delle presenze e delle reti in nazionale ― Messico | Cronologia completa delle presenze e delle reti in nazionale ― Messico | Cronologia completa delle presenze e delle reti in nazionale ― Messico | Cronologia completa delle presenze e delle reti in nazionale ― Messico | Cronologia completa delle presenze e delle reti in nazionale ― Messico |
| Data                                                                   | Città                                                                  | In casa                                                                | Risultato                                                              | Ospiti                                                                 | Competizione                                                           | Reti                                                                   | Note                                                                   |
| ---------------------------------------------------------------------- | ---------------------------------------------------------------------- | ---------------------------------------------------------------------- | ---------------------------------------------------------------------- | ---------------------------------------------------------------------- | ---------------------------------------------------------------------- | ---------------------------------------------------------------------- | ---------------------------------------------------------------------- |
| 25-2-2010                                                              | San Francisco                                                          | Messico                                                                | 5 – 0                                                                  | Bolivia                                                                | Amichevole                                                             | -                                                                      |                                                                        |
| 12-10-2012                                                             | Houston                                                                | Messico                                                                | 5 – 0                                                                  | Guyana                                                                 | Qual. Mondiali 2014                                                    | -                                                                      |                                                                        |
| 7-7-2013                                                               | Pasadena                                                               | Messico                                                                | 1 – 2                                                                  | Panama                                                                 | Gold Cup 2013 - 1º turno                                               | -2                                                                     |                                                                        |
| 11-7-2013                                                              | Seattle                                                                | Messico                                                                | 2 – 0                                                                  | Canada                                                                 | Gold Cup 2013 - 1º turno                                               | -                                                                      |                                                                        |
| 20-7-2013                                                              | Atlanta                                                                | Messico                                                                | 1 – 0                                                                  | Trinidad e Tobago                                                      | Gold Cup 2013 - Quarti di finale                                       | -                                                                      |                                                                        |
| 24-7-2013                                                              | Arlington                                                              | Panama                                                                 | 2 – 1                                                                  | Messico                                                                | Gold Cup 2013 - Semifinale                                             | -2                                                                     |                                                                        |
| 5-6-2019                                                               | Atlanta                                                                | Messico                                                                | 3 – 1                                                                  | Venezuela                                                              | Amichevole                                                             | -1                                                                     |                                                                        |
| 23-6-2019                                                              | Charlotte                                                              | Martinica                                                              | 2 – 3                                                                  | Messico                                                                | Gold Cup 2019 - 1º turno                                               | -2                                                                     |                                                                        |
| 7-9-2019                                                               | East Rutherford                                                        | Stati Uniti                                                            | 0 – 3                                                                  | Messico                                                                | Amichevole                                                             | -                                                                      |                                                                        |
| 27-10-2021                                                             | Charlotte                                                              | Messico                                                                | 2 – 3                                                                  | Ecuador                                                                | Amichevole                                                             | -2                                                                     | 46’                                                                    |
| Totale                                                                 |                                                                        | Presenze                                                               | 10                                                                     |                                                                        | Reti                                                                   | -9                                                                     |                                                                        |

## Palmarès

### Club

#### Competizioni nazionali
- Campionato messicano: 2

Monterrey: Apertura 2009, Apertura 2010

#### Competizioni internazionali
- CONCACAF Champions League: 1

Monterrey: 2010-2011

### Nazionale
- Gold Cup: 3

2011, 2015, 2019